# Theobald Thamer
Theobald Thamer (* Anfang des 16. Jahrhunderts (1502?) in Oberehnheim; † 23. Mai 1569 in Freiburg im Breisgau) war ein deutscher Theologe der Reformationszeit.

## Leben
Thamer studierte ab 1534 Philosophie, später Theologie an der Universität Wittenberg unter Philipp Melanchthon und Martin Luther. Zu seinen Kommilitonen gehörte Hartmann Beyer. 1539 erwarb er den Abschluss eines magister artium und wurde 1540 Theologieprofessor an der Universität Frankfurt an der Oder.
1543 berief ihn Landgraf Philipp der Großmütige an die evangelische Universität Marburg. Gleichzeitig wurde er Prediger in der Elisabethkirche. 1546/47 nahm er am Schmalkaldischen Krieg als Feldprediger der hessischen Truppen teil.
Seine Erfahrungen mit den evangelischen Landsknechten sollen ihn zu Zweifeln an der reformatorischen Rechtfertigungslehre gebracht haben. Nach seiner Rückkehr wandte er sich allmählich der katholischen Kirche zu. Bemühungen des Landgrafen und Verhandlungen mit Melanchthon und Heinrich Bullinger blieben erfolglos. 1549 wurde er aus dem Lehr- und Pfarramt zunächst beurlaubt und schließlich am 8. August entlassen. Thamer ging nach Frankfurt am Main, wo er am Sonntag nach Weihnachten 1549 erstmals in der Stiftskirche St. Bartholomäus predigte, der Wahl- und Krönungskirche der deutschen Kaiser und Könige. In Frankfurt wurde er mit Unwillen empfangen. Die Stadt hatte 1533 die Reformation eingeführt, aber nach dem Augsburger Interim 1548 die Stifts- und Klosterkirchen an die katholische Kirche zurückgeben müssen.
Abgesehen vom hohen Stellenwert, den er den Guten Werken nach katholischer Auffassung einräumte, vertrat Thamer einen freigeistigen Rationalismus, der das Gewissen in den Mittelpunkt stellte. Am 17. Januar 1552 stieß er in einer Predigt in der Bartholomäuskirche heftige Schmähungen gegen Luther aus. Hartmann Beyer, seit 1546 lutherischer Prädikant in Frankfurt, griff Thamer deshalb von der Kanzel aus an und nannte ihn einen „halb römischen, halb wiedertäuferischen Geist“. Seine Predigt ließ er sogleich drucken. Thamer wehrte sich mit einer Verteidigungsschrift in deutscher Sprache, die später auch lateinisch veröffentlicht wurde.
Im Fürstenkrieg 1552 zeigte sich die lutherische Reichsstadt Frankfurt kaisertreu und hielt einer dreiwöchigen Belagerung der lutherischen Fürsten unter Moritz von Sachsen stand; dabei wurde sie durch kaiserliche Truppen verteidigt. Nach dem Passauer Vertrag vom 2. August 1552 entspannte sich die außenpolitische Bedrohung Frankfurts. Im Inneren festigte sich dagegen das Bekenntnis zur lutherischen Reformation.
Thamer hatte inzwischen an Rückhalt im katholischen Klerus verloren; selbst Amtsbrüder nannten ihn einen „Narren und Phantasten“. Er verließ Frankfurt und ging nach Italien. Dort trat er formell zur katholischen Kirche über und wurde zum Diakon geweiht. Er promovierte in Siena zum Doktor der Theologie und wurde 1557 Domprediger in Minden und Hofprediger des Bischofs von Minden, Georg von Braunschweig-Wolfenbüttel.
Nach einer Zeit als Kanonikus und Professor in Mainz wurde er 1566 an die Universität Freiburg berufen. Er starb am 23. Mai 1569 und wurde in der Universitätskapelle des Freiburger Münsters bestattet.

## Werke (Auswahl)
- Paraclesis, i. e. adhortatio ad sacratissimae Theologiae studium. Marburg 1547
- An et quatenus Christianis in persecutionibus sit fugiendum. Marburg 1547
- Disputatio de justificatione fidei. Marburg 1547
- Wahrhaftiger Bericht Theobaldi Thameri von den Injurien und Lästerungen, welche ihm die Lutherischen deshalb falsch und unchristlich zugemessen, daß er in den Glauben mit Guten Werken des Menschen Gerechtigkeit setzet und in St. Bartholomes Stiftskirche zu Frankfurt a. M. diesen also bis ins dritte Jahr gepredigt und bekannt hat. Ohne Ort und Jahr.
- Antithesis. Roma 1554
- Apologia Theobaldi Thameri De variis Calumniis, quas ab anno 1552 usque ad hunc 1561 pertulit a Lutheranis, nunc primum in lucem edita. Moguntiae 1561
- In Sacrosanctam Domini nostri Jesu Christi passionem brevis introductio. Moguntiae 1561